# Hilton Hotels & Resorts

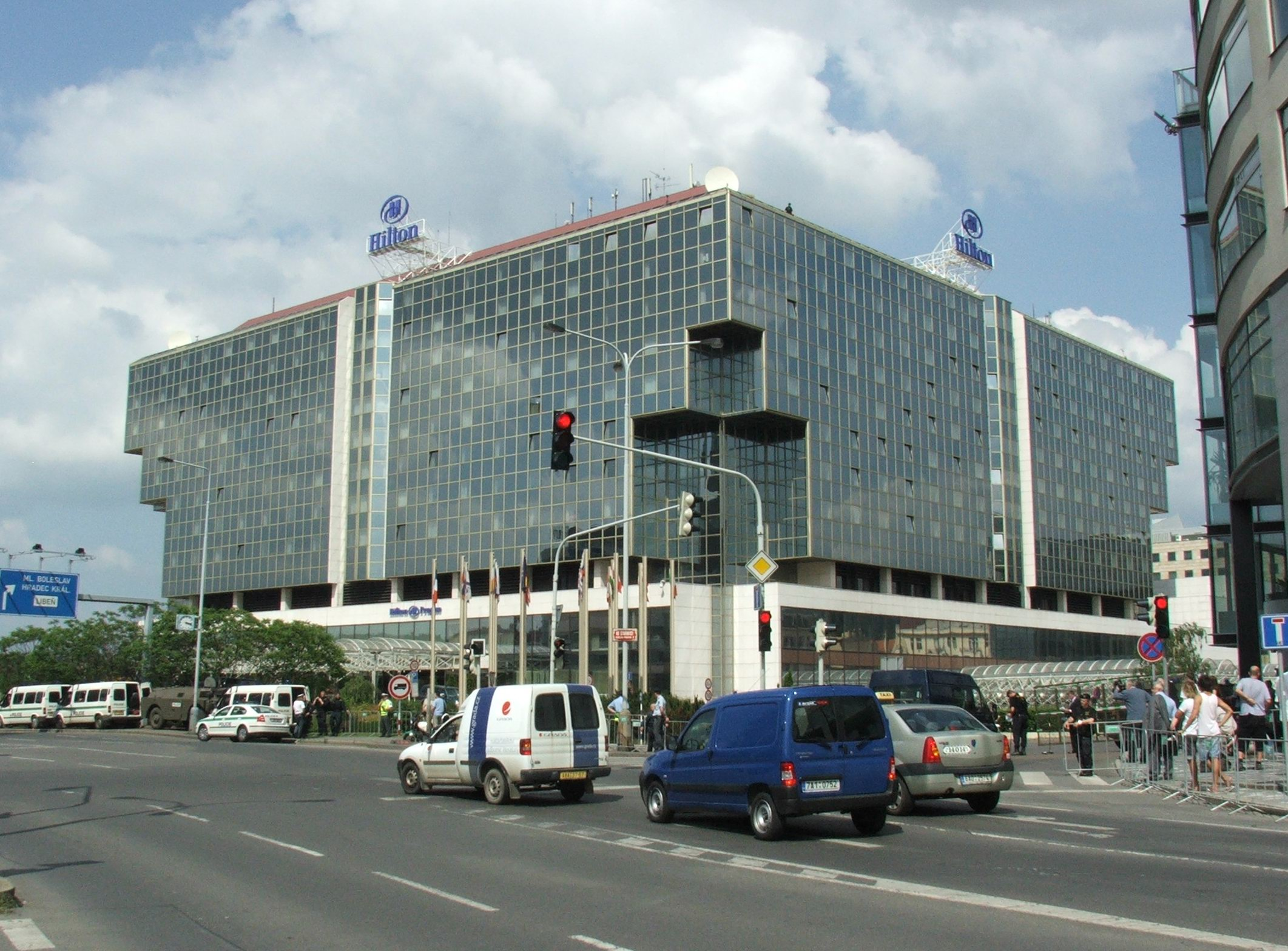
Hilton Praha, 2007

Hilton Hotels & Resorts (dříve Hilton Hotels) je americká firma se sídlem v Tysons Corner, poblíž Washingtonu, D.C. Je dceřinou společností firmy Hilton Worldwide Corp. Založil ji v roce 1919 Conrad Hilton v Beverly Hills v Kalifornii.[zdroj?] Jedná se o jednu z největších sítí hotelů na světě.[zdroj?]

## Hotely Hilton (výběr)
- Hilton Sydney, Sydney, Austrálie
- Hilton Queenstown, Queenstown, Nový Zéland
- Hilton Atény, Atény, Řecko
- Hilton Hawaiian Village Beach Resort and Spa, Honolulu, Havaj
- Great Western Hotel, Londýn, Londýn, Anglie
- The London Hilton on Park Lane, Londýn, Anglie
- Waldorf Hilton, Londýn, Anglie
- Hilton New York, New York, USA
- The Beverly Hilton, Beverly Hills, Kalifornie
- Las Vegas Hilton, Las Vegas, Nevada
- Washington Hilton, Washington, D.C., USA (místo pokusu o atentát na Ronalda Reagana, 1981)
- Hilton Prague, Praha-Karlín, Česko (bývalý hotel Atrium)
- Hilton Prague Old Town, Praha-Nové Město, V celnici 2079/7, Česko

## Zajímavosti
- V roce 1930 Conrad Hilton otevřel první výškový hotel Hilton v El Pasu v Texasu, nyní Plaza Hotel.
- Hotel Hilton Craigendarroch v Ballater, Spojené království, je nejmenší hotel celého řetězce, má pouze 45 pokojů.
- John Lennon a Yoko Ono pořádají svou první z mnoha mírových postelových kampaní tzv. „bed-in“ mezi 25. březnem a 31. březnem 1969 v Hiltonu v Amsterdamu v pokoji 702. Tento pokoj se stal populární turistickou atrakcí.

## Galerie hotelů Hilton ve světě

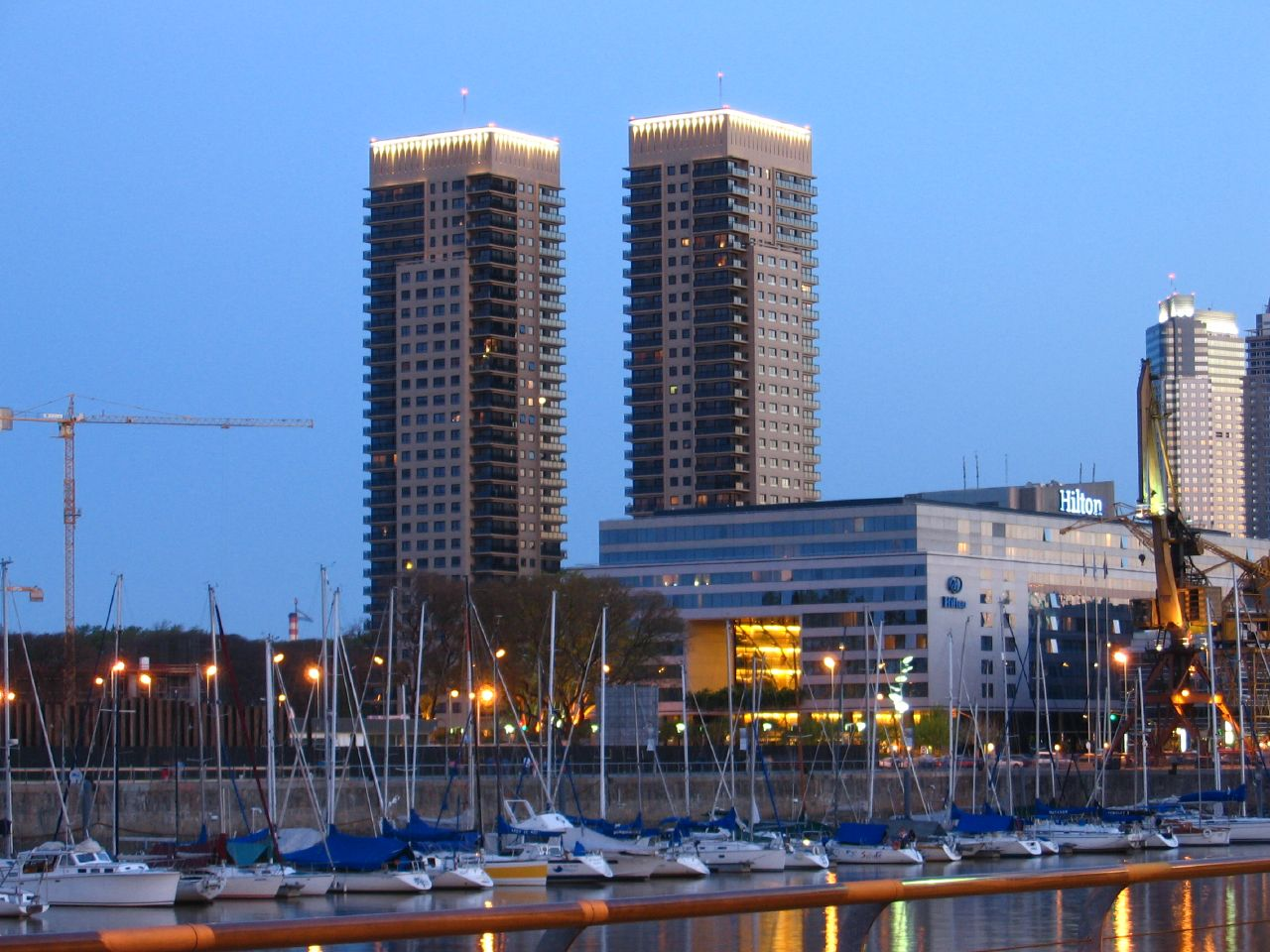
Argentina, Buenos Aires: Buenos Aires Hilton
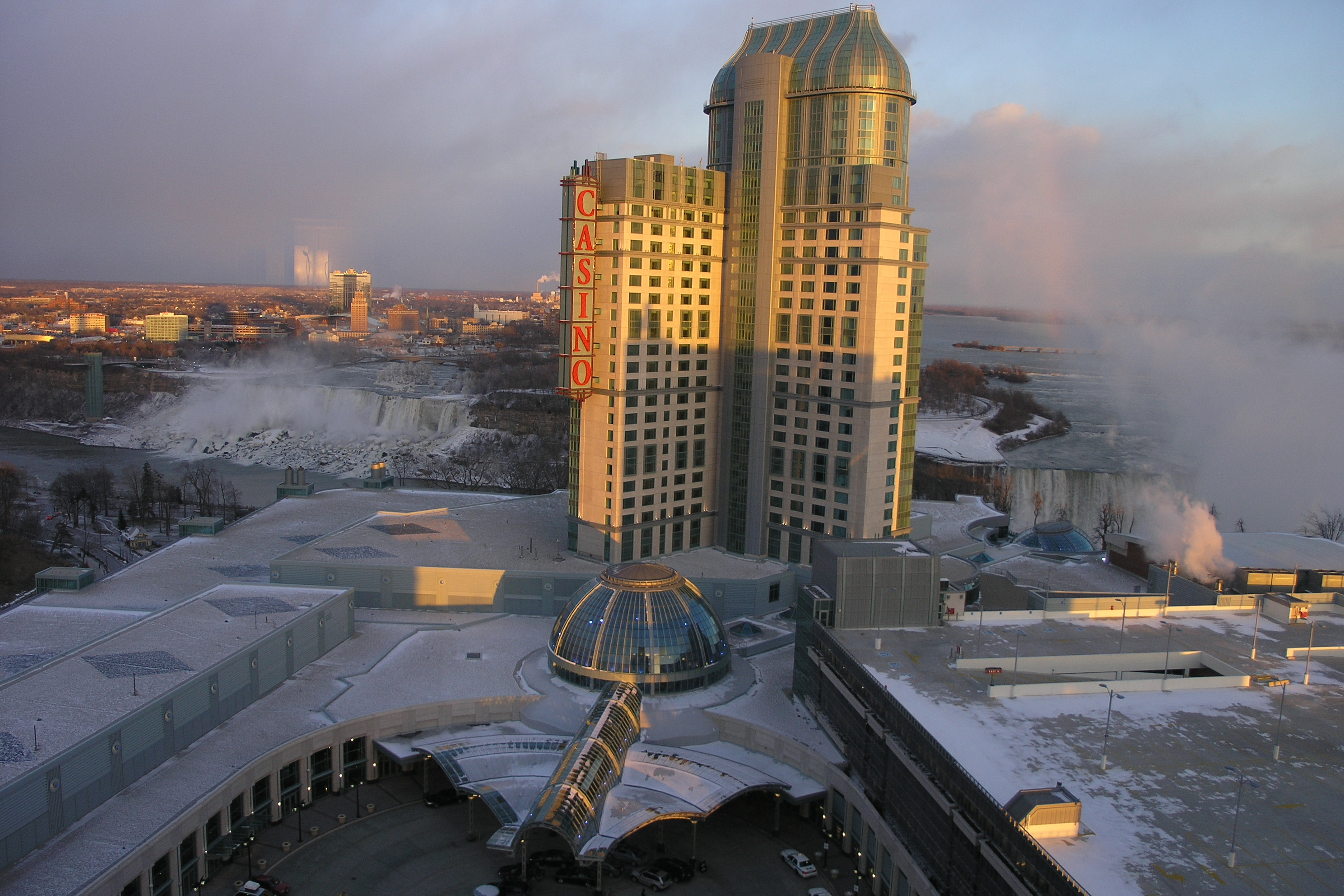
Kanada, Niagarské vodopády: Hotel Hilton
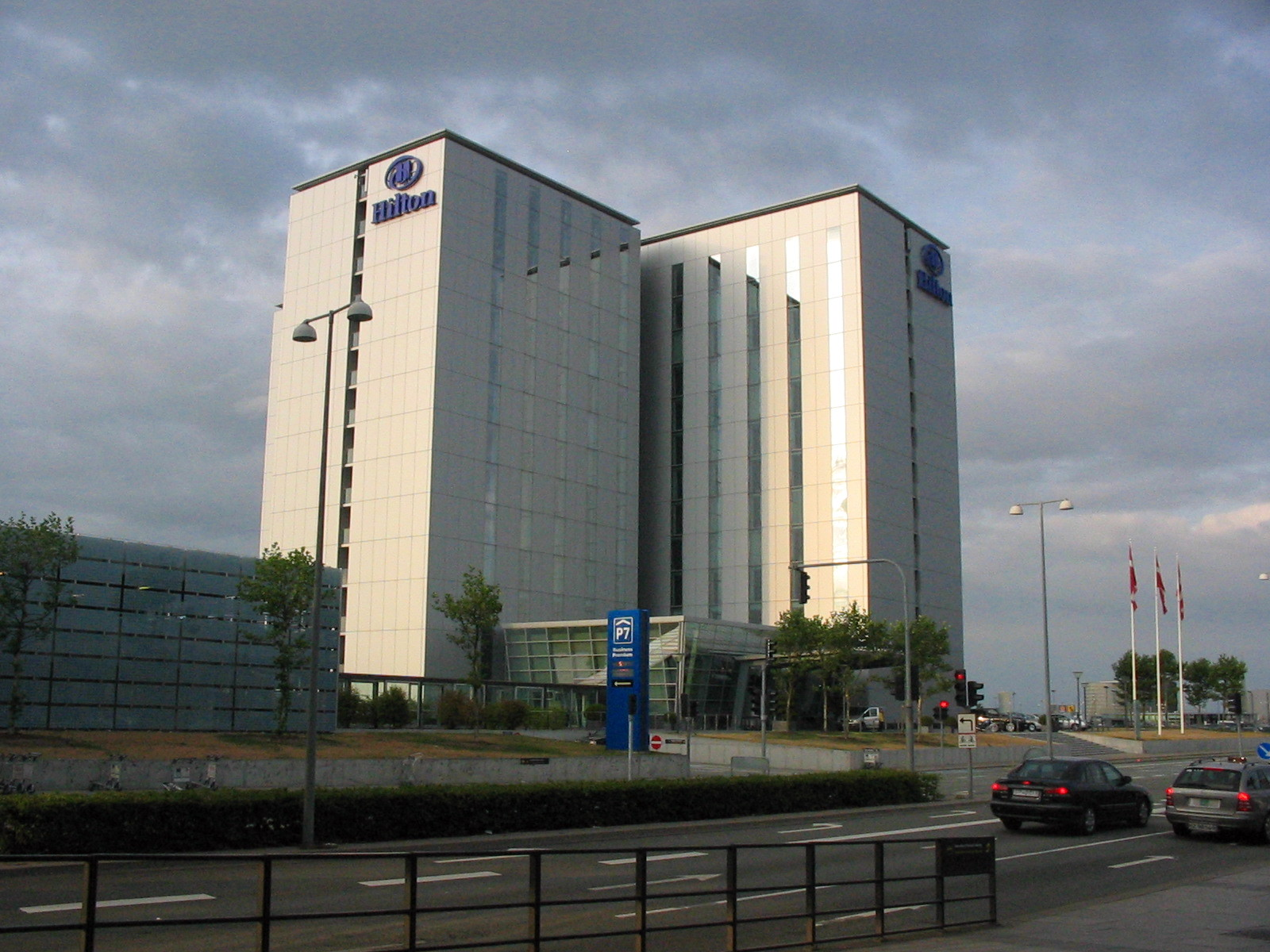
Dánsko, Kodaň: Hilton Kodaň
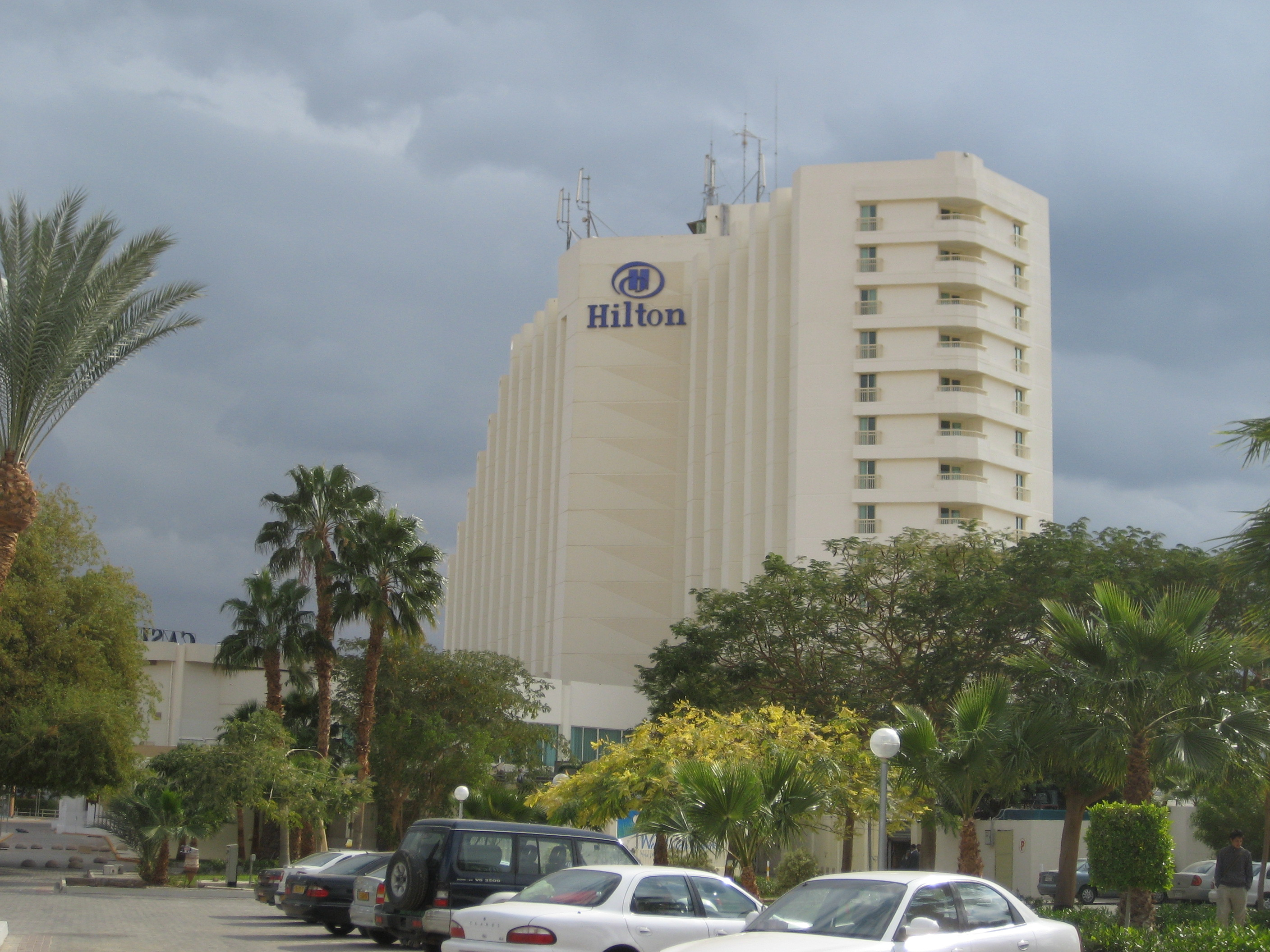
Egypt, Taba: Hilton Taba
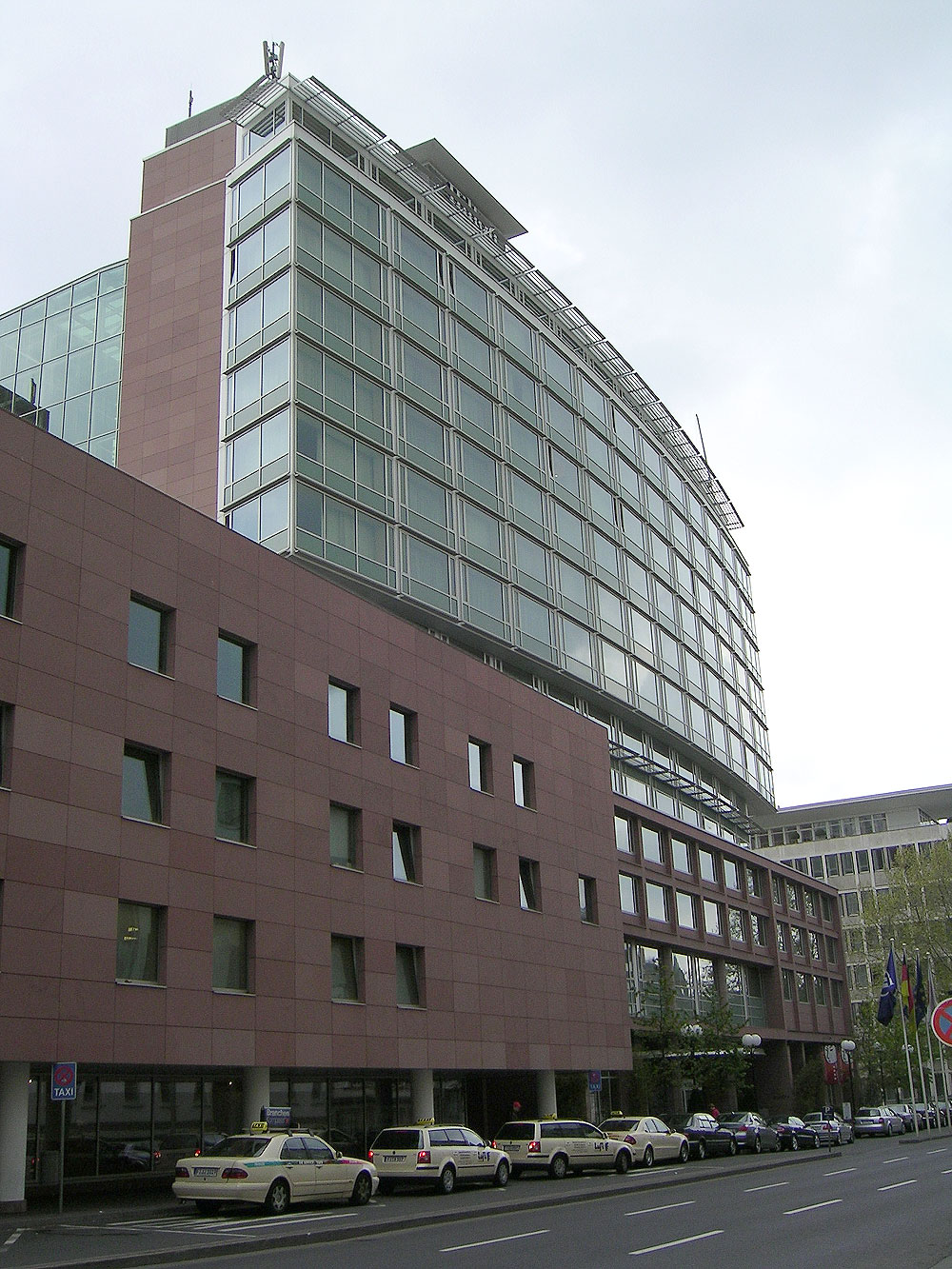
Německo, Frankfurt: Frankfurt Hilton Hotel
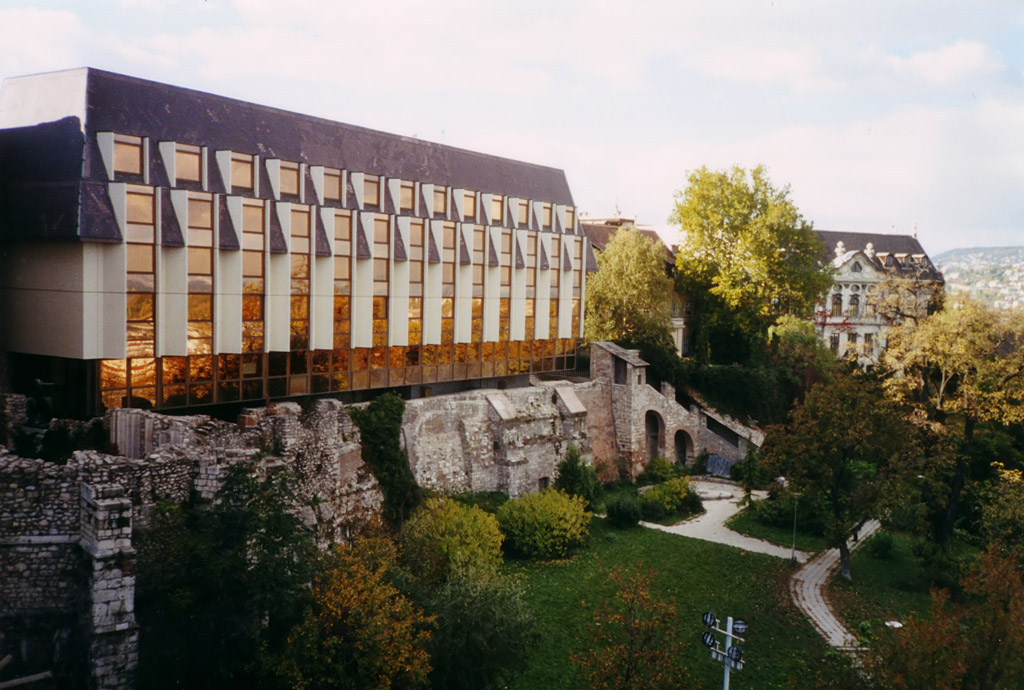
Maďarsko, Budapešť: Budapest Hilton Hotel
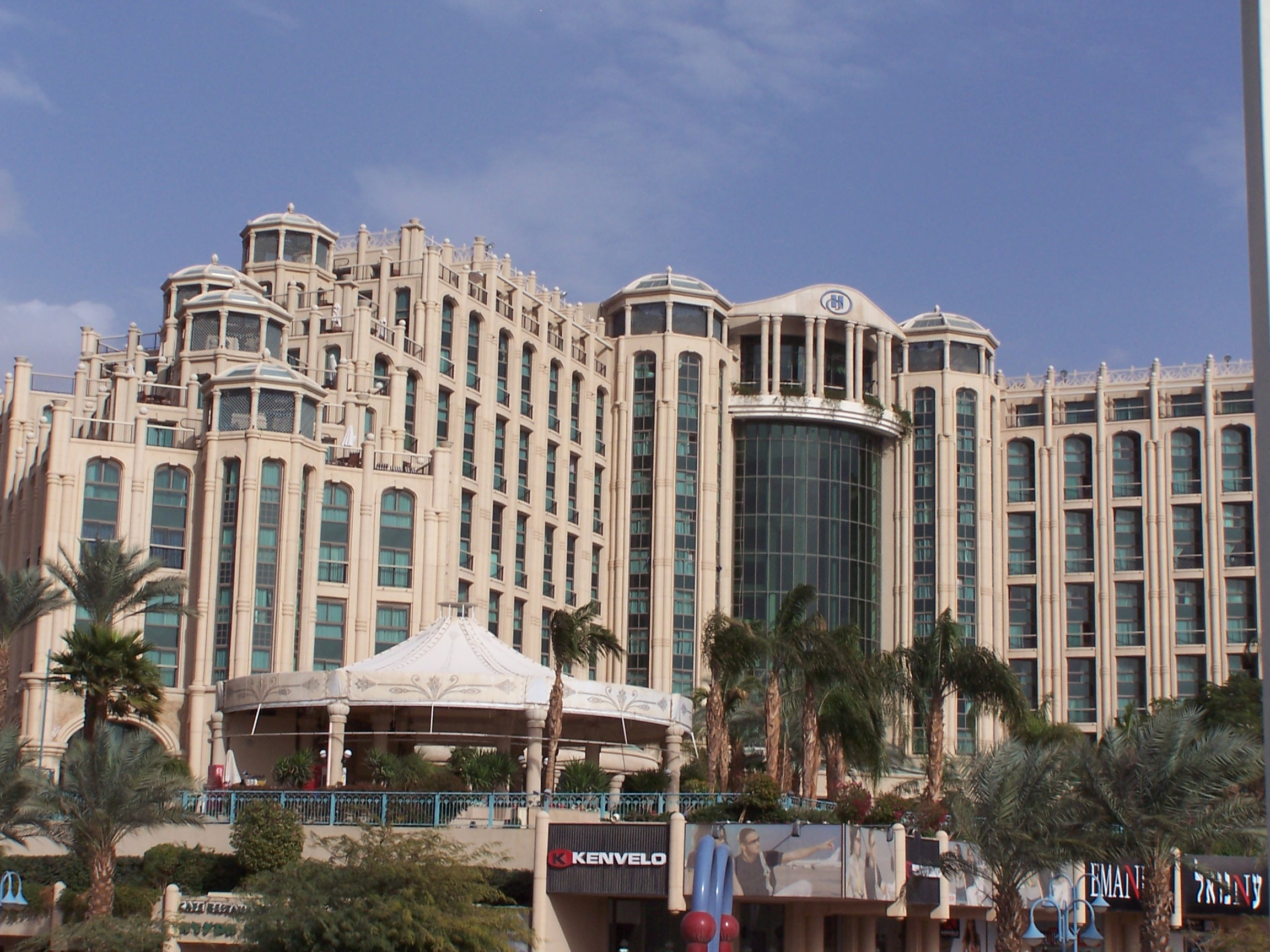
Izrael, Eilat: Hilton Eilat Queen of Sheba
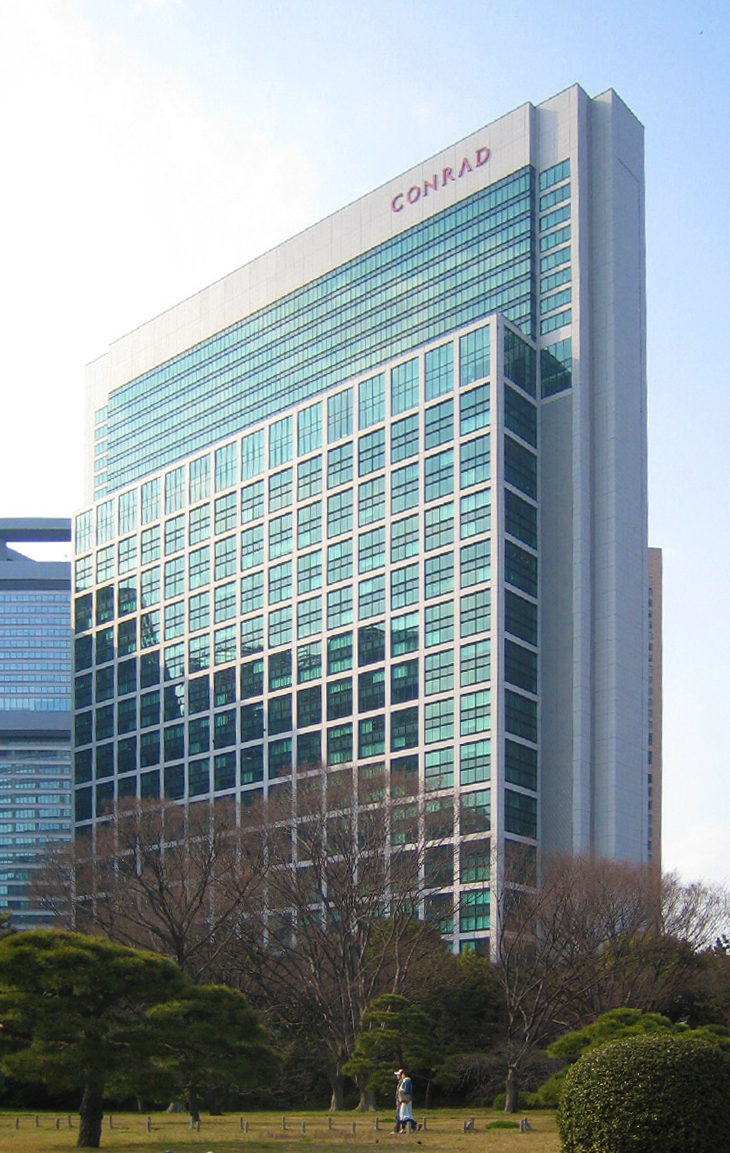
Japonsko, Tokio: Hilton Conrad
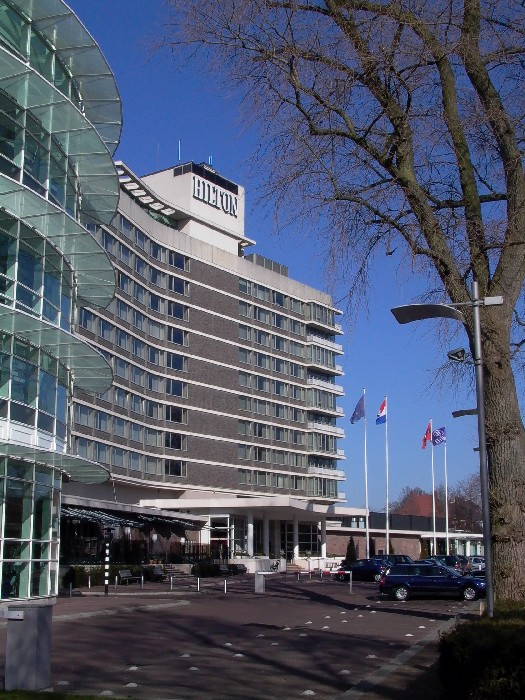
Nizozemí, Amsterdam: Amsterdam Hilton Hotel
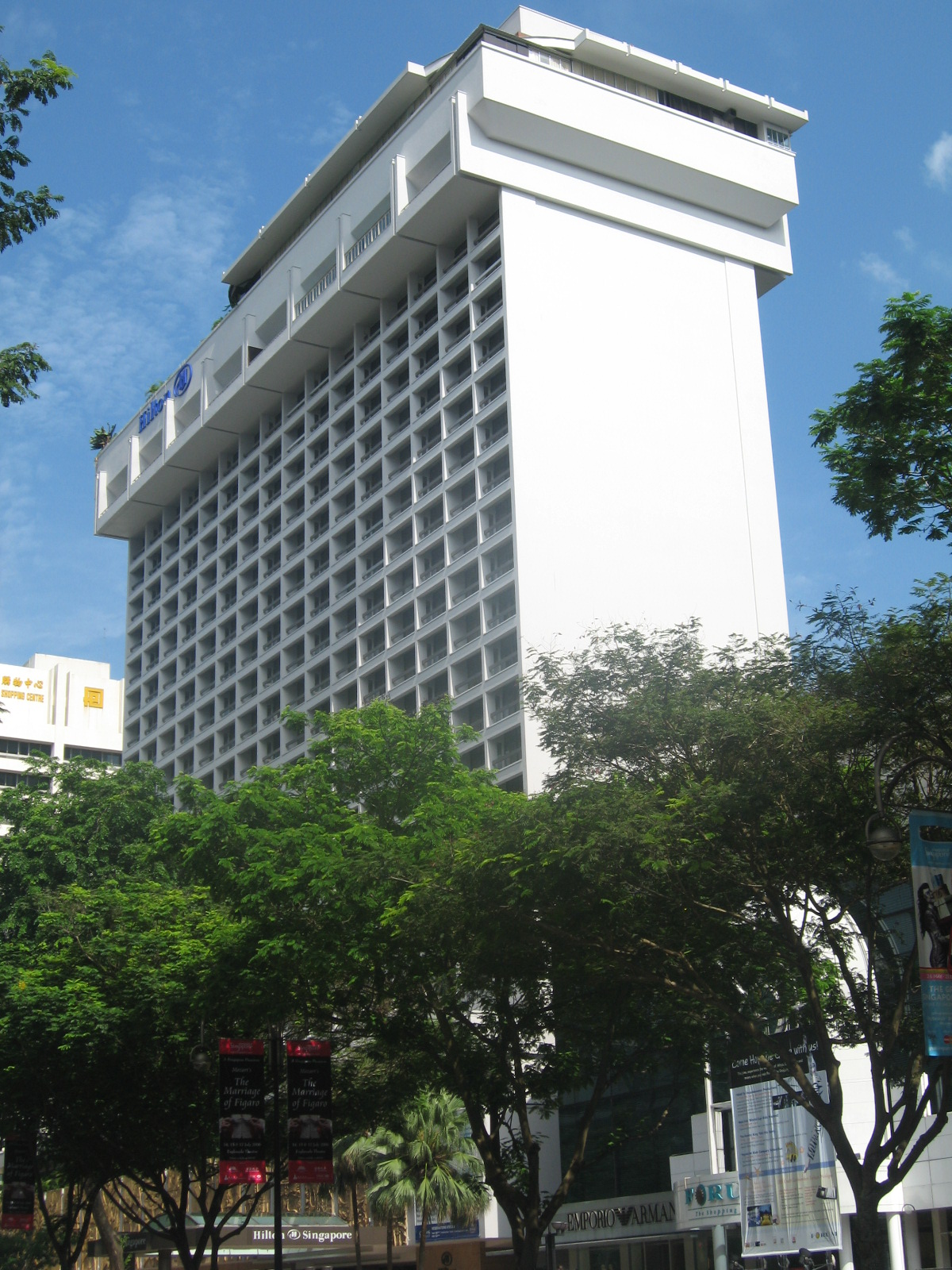
Singapur: Singapore Hilton Hotel
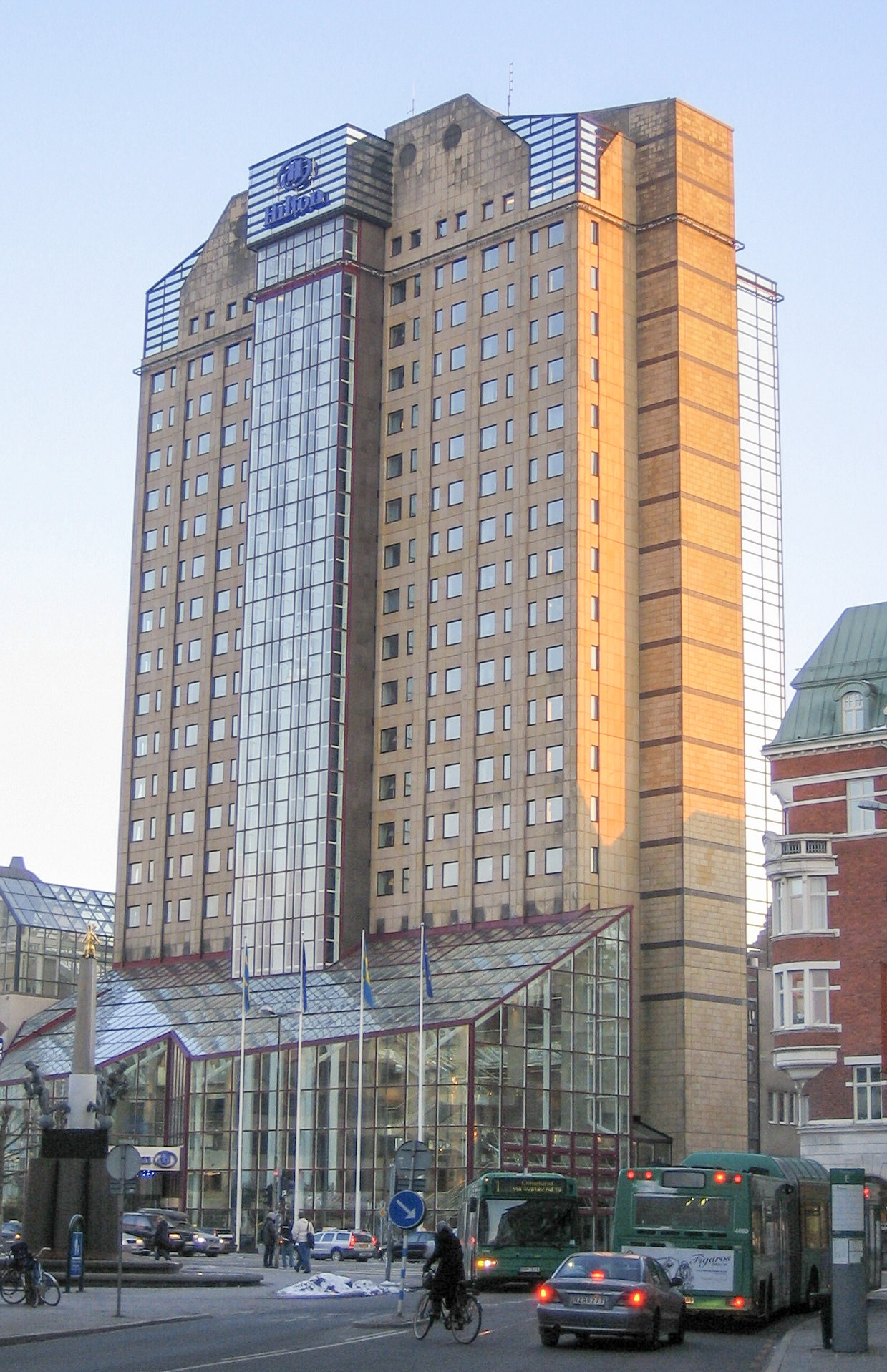
Švédsko, Malmö: Hilton Malmö
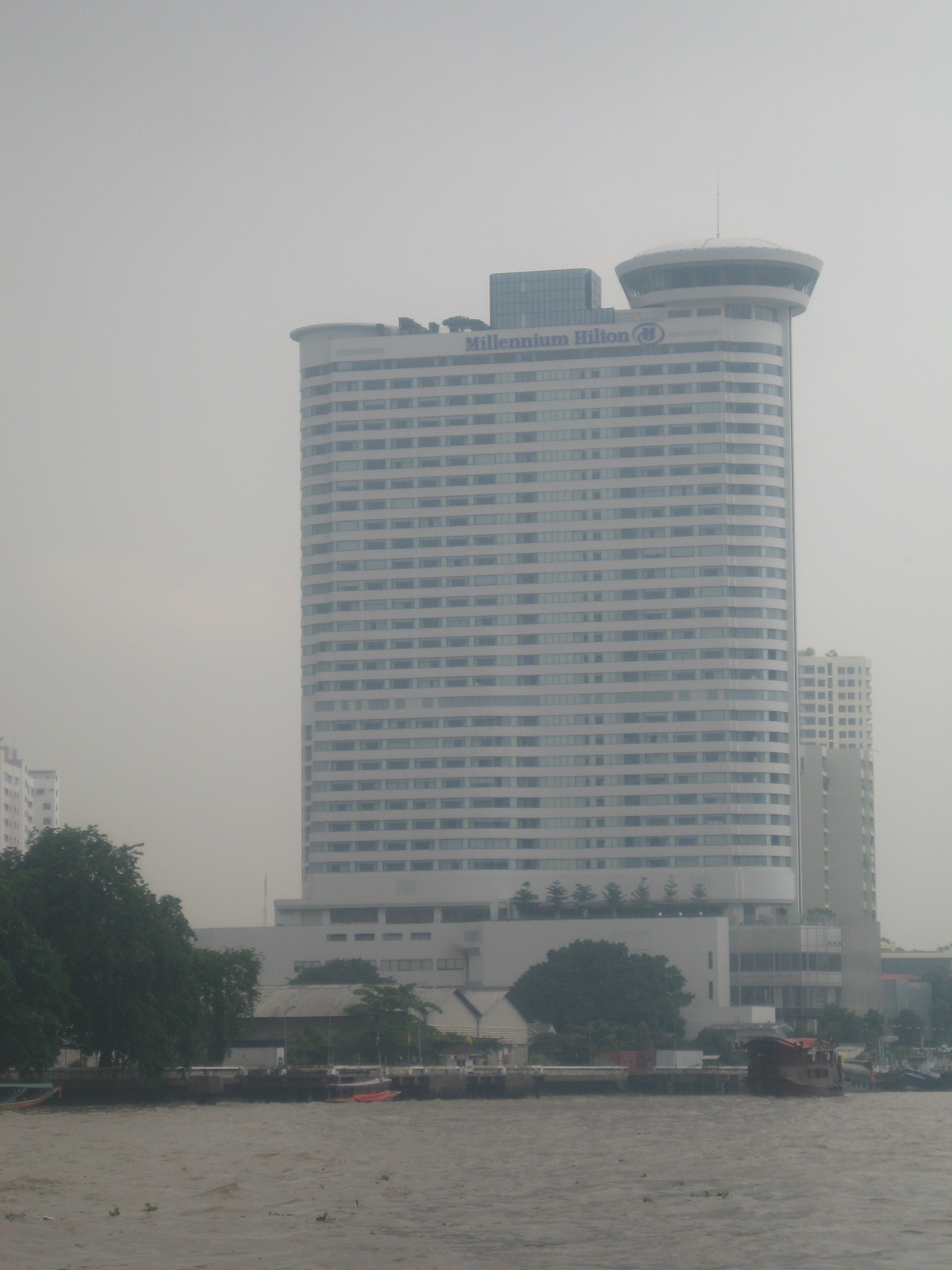
Thajsko, Bangkok: Hilton Millenium
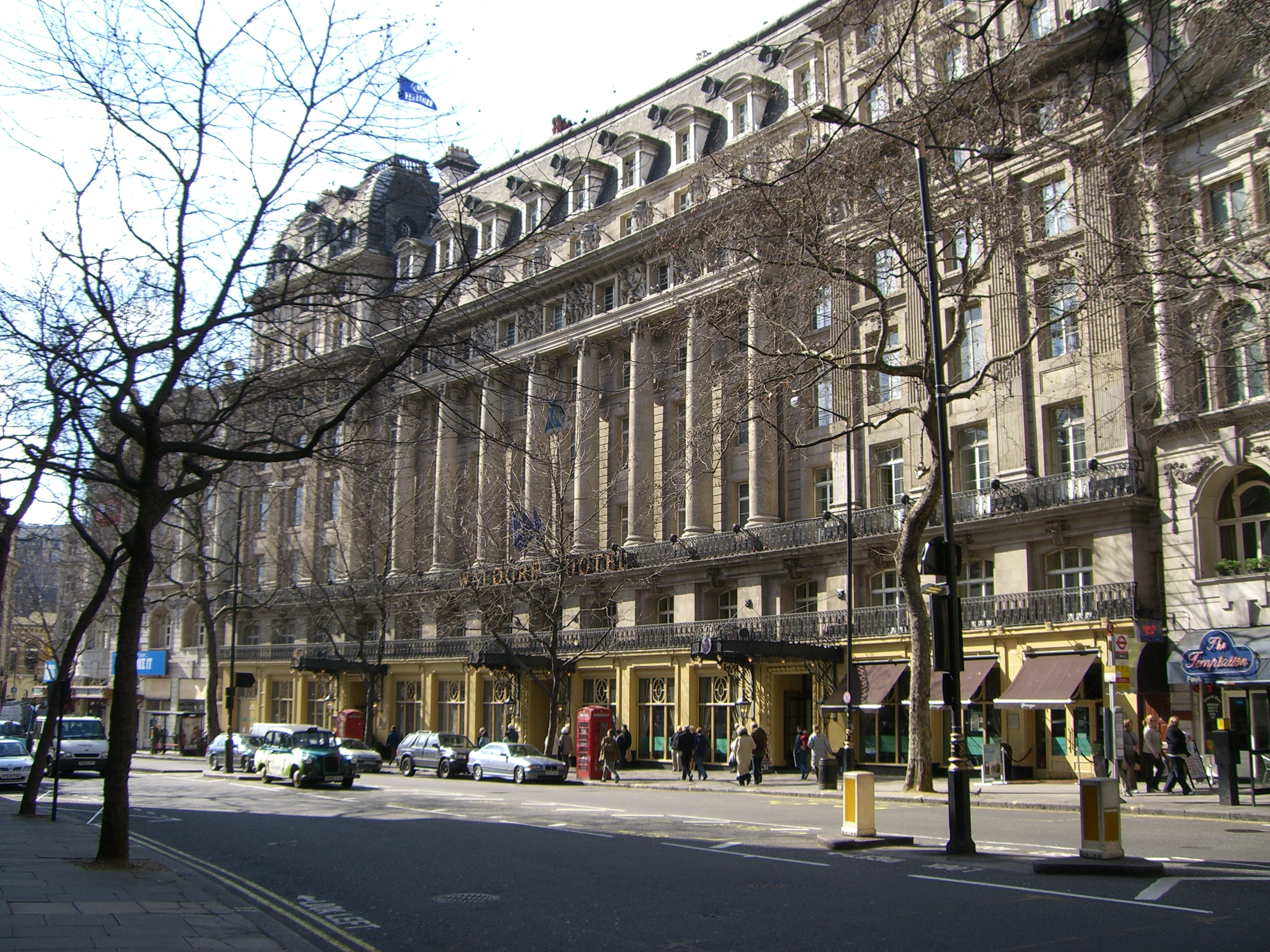
Velká Británie, Londýn: Waldorf Hilton
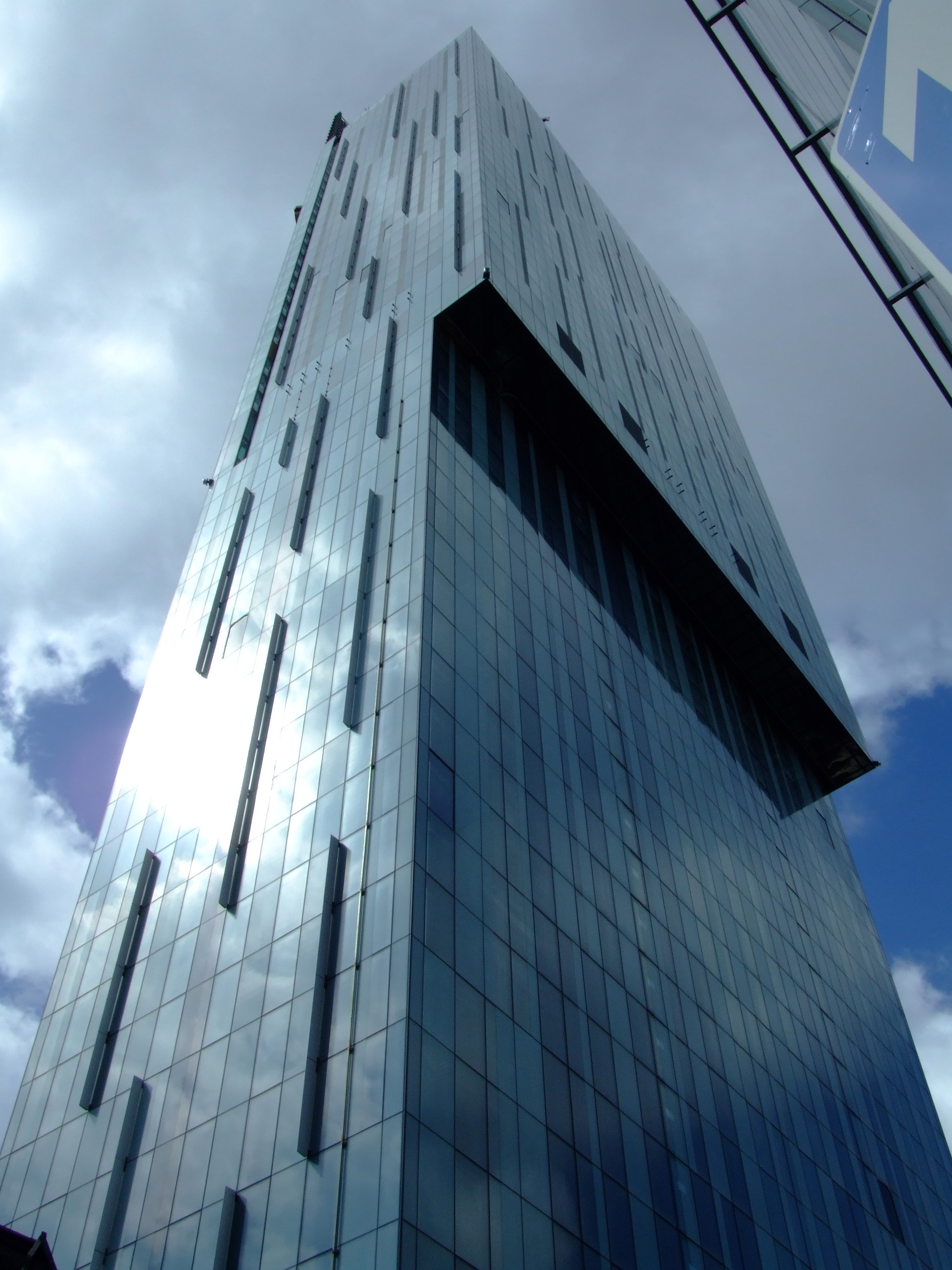
Velká Británie, Manchester: Beetham Tower
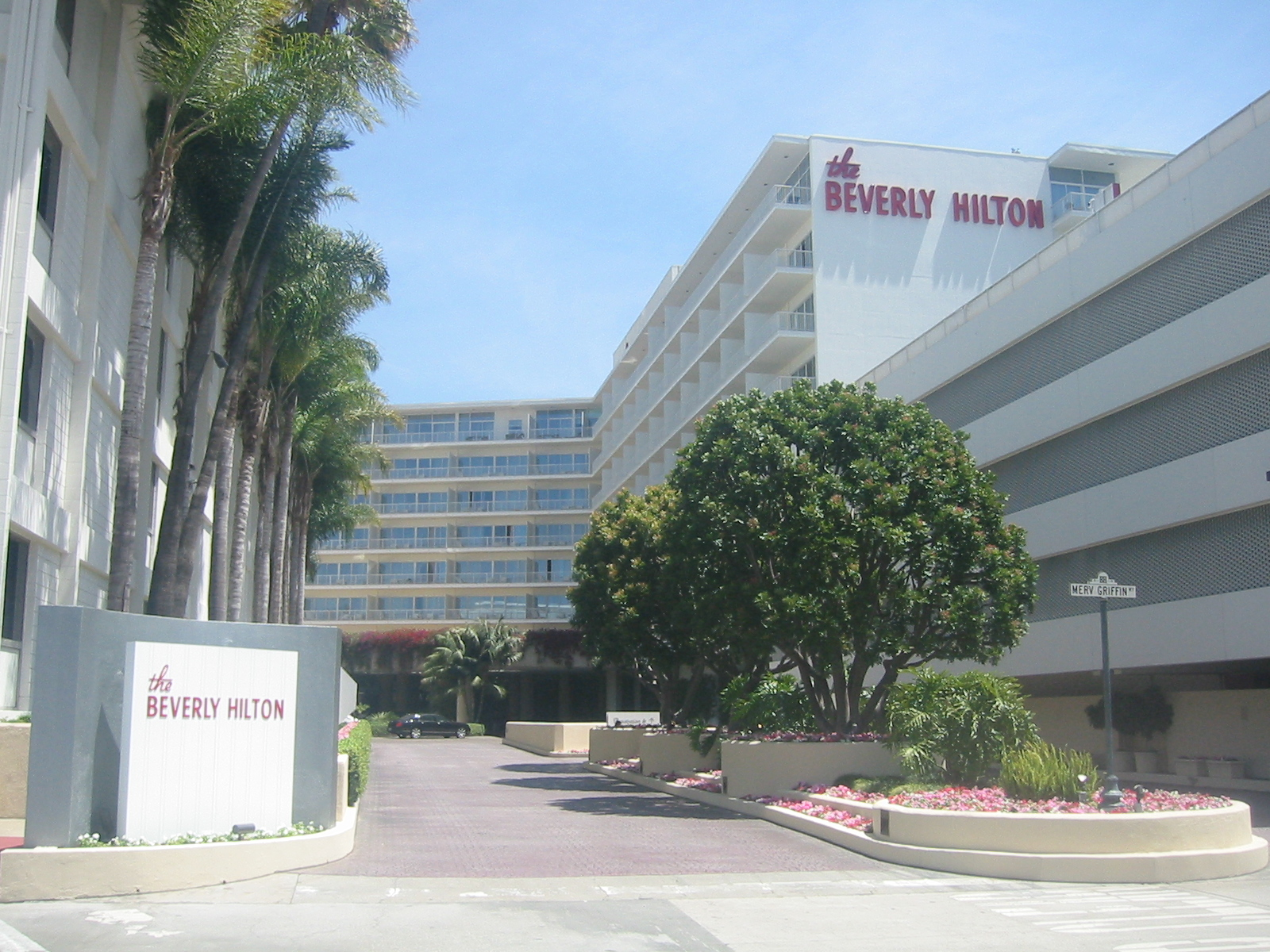
USA, Kalifornie, Beverly Hills: The Beverly Hilton
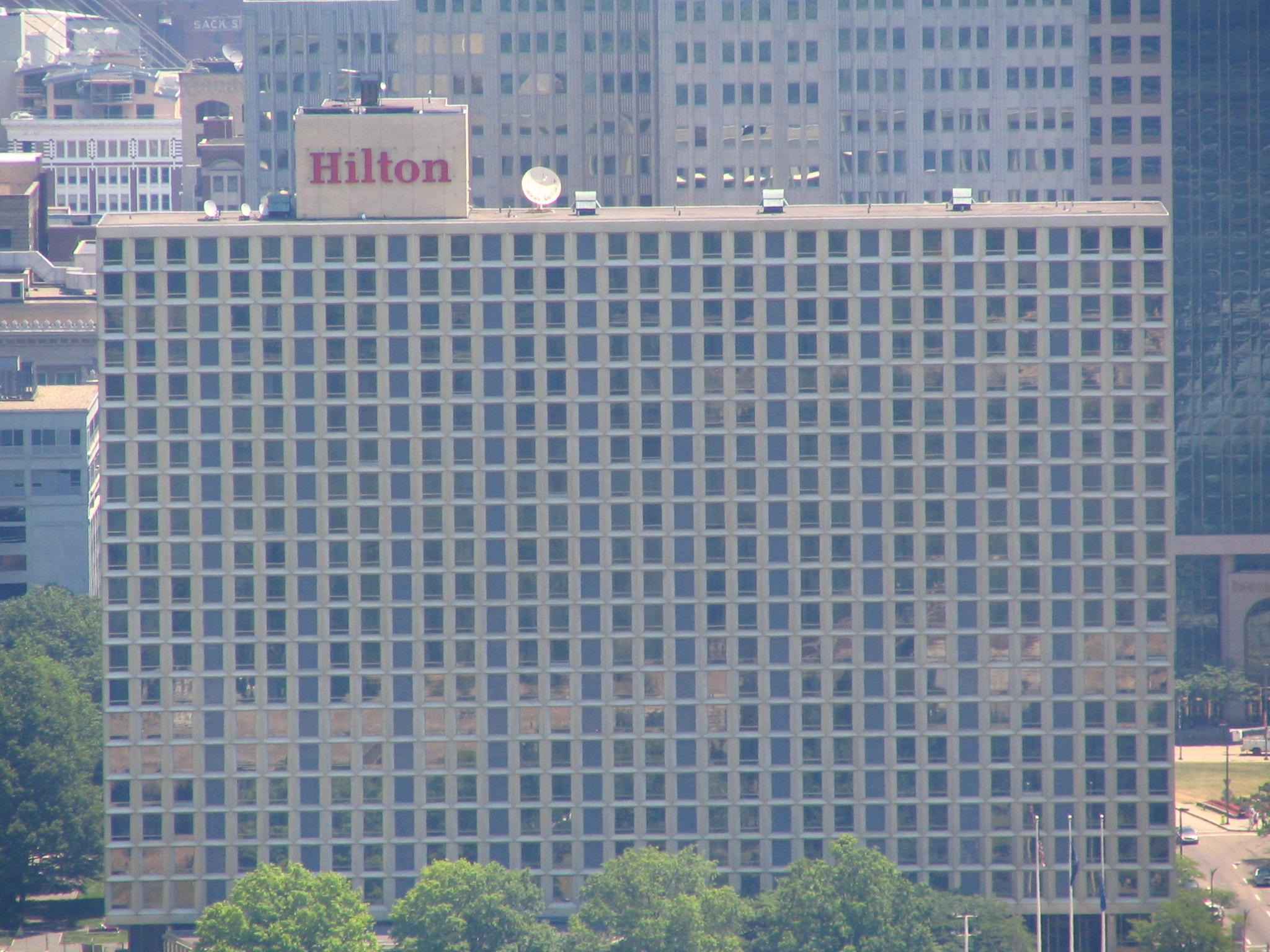
USA, Pittsburgh: Hilton Pittsburgh
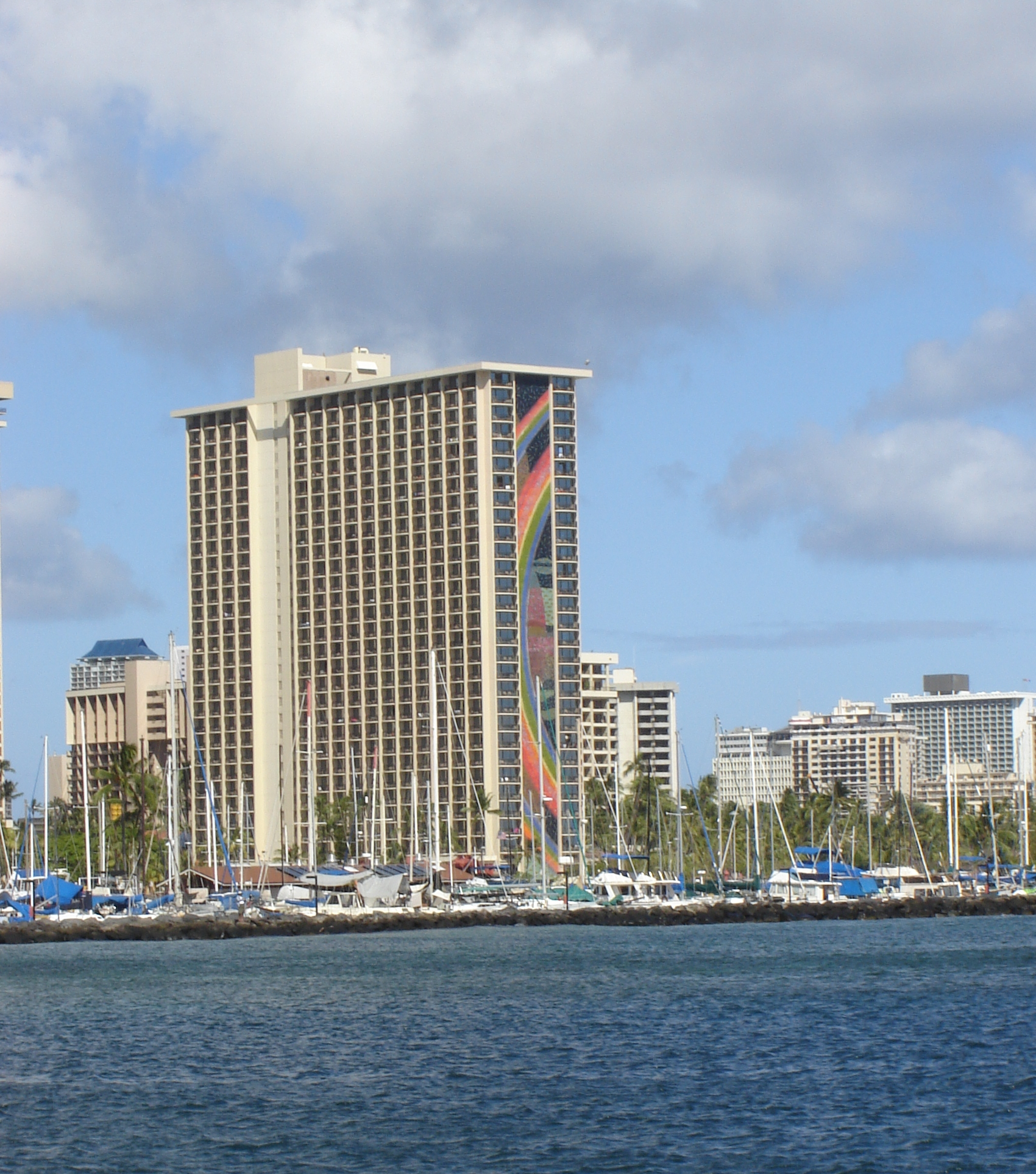
USA, Waikiki: Hilton Hawaiian Village